# Physaraia empeyi
Physaraia empeyi är en stekelart som beskrevs av Donaldson 1989. Physaraia empeyi ingår i släktet Physaraia och familjen bracksteklar. Inga underarter finns listade i Catalogue of Life.